# NGC 1851
NGC 1851 is een bolvormige sterrenhoop in het sterrenbeeld Duif. Het hemelobject ligt 39.500 lichtjaar van de Aarde verwijderd en werd op 10 mei 1826 ontdekt door de Schotse astronoom James Dunlop.

## Synoniemen
- C 0512-400
- GCl 9
- ESO 305-SC16
- Dun 508
- GC 1061
- h 2777